# Alfredo Bunetta
Alfredo Bunetta (Rosario, 10 de febrero de 1933 – 24 de julio de 2004) fue un boxeador argentino de peso pluma, campeón de esta categoría en 1955 y 1959.

## Biografía
Alfredo Bunetta nació en Rosario, provincia de Santa Fe, Argentina, el 10 de febrero de 1933. En la categoría pluma fue campeón rosarino y luego, en un memorable combate contra el entonces campeón argentino José Bruno, llamado Cucusa, el 19 de marzo de 1955, fue consagrado campeón.
En 1956 perdió el título frente a Manuel Sixto Álvarez. Lo recuperó el 18 de diciembre de 1959.
Lo perdió nuevamente en 1960 y, a los 28 años, se retiró del boxeo.
Su carisma y la inmensa popularidad adquirida en los memorables combates con Ricardo González (se enfrentaron siete veces), que colmaban el Luna Park, le dieron a Bunetta un lugar en la historia del boxeo argentino.